# Bricken Gyllenhammar
Brita (Bricken) Gyllenhammar, född Weng 26 september 1852, död 14 januari 1939, var en svensk pionjär inom Hälsinglands hemslöjdsrörelse. 
Bricken Gyllenhammar startade tillsammans med andra kvinnor hemslöjdsföreningen i Bollnäs 1907. Hon samlade på kulturhistoriska föremål som sedan blev grunden till Bollnäs Hembygdsförenings museiföremål. Hon var en av initiativtagarna till en kommitté för att skapa Bollnäs museum, och hon var även kommitténs ordförande.
Hon var gift med jägmästaren Gustaf Gyllenhammar (1839–1918).